# 卡諾號戰艦
卡諾號戰艦（法語：Carnot）是法國海軍所建造的前無畏艦，其艦名來自前法國總統玛利·弗朗索瓦·萨迪·卡诺。本艦於1891年7月放置龍骨，1894年7月時首次下水，最後在1897年7月正式服役。卡諾號與查理·馬特號、若雷吉貝里號、馬塞納號、布韋號等4艦極為相似，但因設計上由不同的工程師來主導方案，造成每艘艦有些許差異，最後這5艦並未被列入同一船級。其主要武器由2門305公釐45倍徑1887年型主砲與2門274公釐45倍徑1887年型火砲組成，這4門火砲皆以單裝方式配置在砲塔內。艦體排水量落在11,954公噸（11,765長噸；13,177短噸），整體推進系統可提供16,300匹指示馬力（12,200千瓦特）的動力，使最大航速達17.8節（33.0每小時；20.5英里每小時）。
本艦的服役歷程相當平庸，大多數時間都在北方分艦隊和地中海分艦隊輪替值勤，另外還多次參與年度海軍演習行動。在服役將近20年後，法國海軍考慮到卡諾號艦體過於老舊，所以在第一次世界大戰爆發前將其退役，但又因戰爭爆發而沒立即拆解，而是一直駐紮在布雷斯特，因此在戰爭期間本艦從未參與任何行動。直到1922年時，卡諾號才從海軍名錄中除籍，並在同年出售拆解。

## 設計

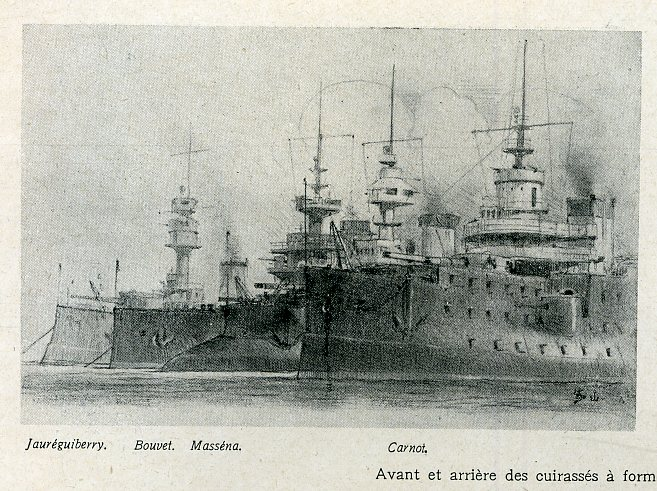
畫家筆下的法國戰艦，由左而右分別為若雷吉貝里號、布韋號、馬塞納號、卡諾號。

1889年，英國皇家海軍通過《海军防务法案》，並開始建造8艘君權級戰艦，然而這次英國的大規模擴張海軍計畫刺激了法國海軍，導致法國政府在1890年通過海軍建造法案。該法案要求法國海軍需增加共24艘舰队装甲舰（法語：Cuirasses d'escadre），以及其它多艘岸防艦、巡洋艦、魚雷艇等。計畫的第一期預計建造4艘艦隊裝甲艦，這些主力艦根據不同的設計人員建造，但具有相同的基本特徵，包括裝甲、武器、噸位等。法國海軍最高指揮部於1889年12月24日公布新主力艦的基本需求，包括排水量不可超過14,000公噸（14,000長噸；15,000短噸），主要武器由340（13英寸）與270（11英寸）口徑火炮組成，水線裝甲帶厚度需450（18英寸），最高航速則要在17節（31每小時；20英里每小時）左右。副砲需為140（5.5英寸）或160（6.3英寸）口徑，並盡可能地配備更多小口徑火炮。
本艦雖然是以布倫努斯號戰艦為基礎改進而來，但在主砲配置上並非是原先的全船軸線佈局方式，而是參考馬真塔號鐵甲艦採菱形佈局，將其中2門主砲以單裝方式配置在船舷中間兩側。儘管海軍部門限定排水量可達到14,000公噸（14,000長噸；15,000短噸），但因政治考量，議會拒絕海軍的增加支出提案，導致設計人員最後僅能將排水量限制在12,000公噸（12,000長噸；13,000短噸）左右。5位海軍艦艇設計師向相關部門提交設計案，而卡諾號的設計是由土倫海軍建造部門副主任維克多·薩格雷歐（Victor Saglio）提交的。海軍高層後來接受薩格雷歐的提議，並於1891年9月10日下訂本艦。儘管原先的海軍建造法案計畫在第一年僅需建造4艘主力艦，但最後改成訂購5艘艦，這5艘準同型艦分別為查理·馬特號、卡諾號、若雷吉貝里號、馬塞納號、布韋號。
然而在服役期間，卡諾號等5艘準同型艦由於經常發生航行穩定性問題，其性能令人差強人意，1890年代晚期法國海軍建造總監白勞易曾稱這些軍艦特別容易傾覆。所有5艘艦都比英國建造的船舶還差，甚至比不上當時英國同時代的威嚴級戰艦。加上這5艘準同型艦在材料設備上缺乏一致性，在後期維修上造成許多困難；另外由於艦上使用多種砲彈的爆炸飛濺狀況難以區分，因此要建造在戰鬥條件下能適合數個口徑的炮台非常困難。由於在建造時有著排水量的限制，使得這5艘艦在服役期間遭遇到不少問題，特別是在穩定性與耐海性上面非常明顯。

### 整體特徵與推進系統
卡諾號艦體垂標間距為114（374英尺0英寸），舰宽21.4（70英尺3英寸），吃水深度8.36（27英尺5英寸），排水量落在11,954公噸（11,765長噸）。其艏艛甲板設有較高的乾舷，但後甲板後段的高度卻降至與主甲板同一水平高度。設計人員在設計船體時採用明顯的船舷內傾式結構，並將274（10.8英寸）口徑火炮配置在此處，給予其寬廣的射擊視野。另外，本艦配有重型軍用前桅和輕型主柱形桅。
然而，卡諾號戰艦與當時法國設計的主力艦一樣受到航行穩定性的問題困擾著，儘管設計人員試圖減少艦橋重量以及更換較輕的桅桿來解決問題，但這樣的設計改動並不成功。這也導致本艦與前一型查理·馬特號相比，其艦橋相對重量較輕，並裝配更輕的柱形桅，而非與其他準同型艦配備重型戰鬥桅杆。此外，卡諾號的船體周圍裝有大量的舷窗，這些舷窗因影響船體水密性能而受到批評。在本艦服役生涯後期，許多舷窗被密封以減少進水風險；艦上預計可容納647名乘員。.
本艦的推進系統採用2組由施耐德-克魯佐製造的三脹式蒸汽機，每組蒸汽機驅動一船軸，整組推進系統的動力由24台拉格斐尔·德阿斯特（Lagrafel d'Allest）式水管鍋爐提供。所有鍋爐平均分散在4個鍋爐艙內，並分別從2座煙囪排放廢氣至外側。整體系統共可輸出16,300匹指示馬力（12,200千瓦特），預計在鍋爐強制鼓風的狀態下，可讓本艦最高航速落在17.8節（33.0每小時；20.5英里每小時）。本艦出航時預計可攜帶680公噸（670長噸；750短噸）的燃煤，但若將額外的空間騰出使用，可將燃煤攜帶量增加至980公噸（960長噸；1,080短噸）。

### 武器配備與裝甲防護
卡諾號戰艦的主要武器包括2門305公釐45倍徑1887年型主砲與2門274公釐45倍徑1887年型火砲組成，2門305（12.0英寸）口徑主砲以單裝方式配置在砲塔內，並分別配置在船艏與船艉處。另外2門247（9.7英寸）口徑火炮以單裝方式安裝在砲塔內，並配置在船舯處左右兩側船舷內傾的突出座上。艦上的次要武器為8門138.6公釐口徑1888年型火砲，每門砲以單裝方式配置在砲塔內，並分別配置在上層建築的角落區。
艦上為了防禦魚雷艇而加裝許多輕裝武器，這些武器包括8門設在船舯遮蔽甲板及前與後上層建築的65公釐口徑1891年型火砲，以及12門47公釐口徑1885年型速射砲、8門37公釐口徑轉膛炮。另外，艦上還裝備4組450（18英寸）魚雷管，其中2組在船體水面下區域，另外2組以可迴轉固定的方式裝設在甲板上。
艦體的裝甲防護原料為施耐德-克魯佐製造的鎳鋼，其主裝甲帶在船舯最大厚度為460（18英寸），保護彈藥艙與推進系統不被破壞，在主裝甲帶下緣區域其厚度逐漸減少至250（9.8英寸）。在船舯處上層建築的兩端，主裝甲帶厚度在水線上的區域降低至305（12.0英寸），在其下緣處更是降低至250（9.8英寸）；整條主裝甲帶長度幾乎包圍整個船體。在主裝甲帶上方連接一120（4.7英寸）厚的側面列板裝甲，以及裝設高度細分的堰艙，減少因戰鬥損壞而造成進水的風險。燃煤儲存艙被設置在上裝甲帶後方，用來增強艦體強度。
主砲塔以380（15英寸）厚的裝甲保護，副砲塔側面裝甲厚度為100（3.9英寸）。主裝甲甲板厚度為90（3.5英寸），其下方設有20（0.79英寸）厚的防彈甲板，用於抵擋穿透主甲板的砲彈碎片；司令塔側面則以230（9.1英寸）的裝甲保護。

## 服役歷程

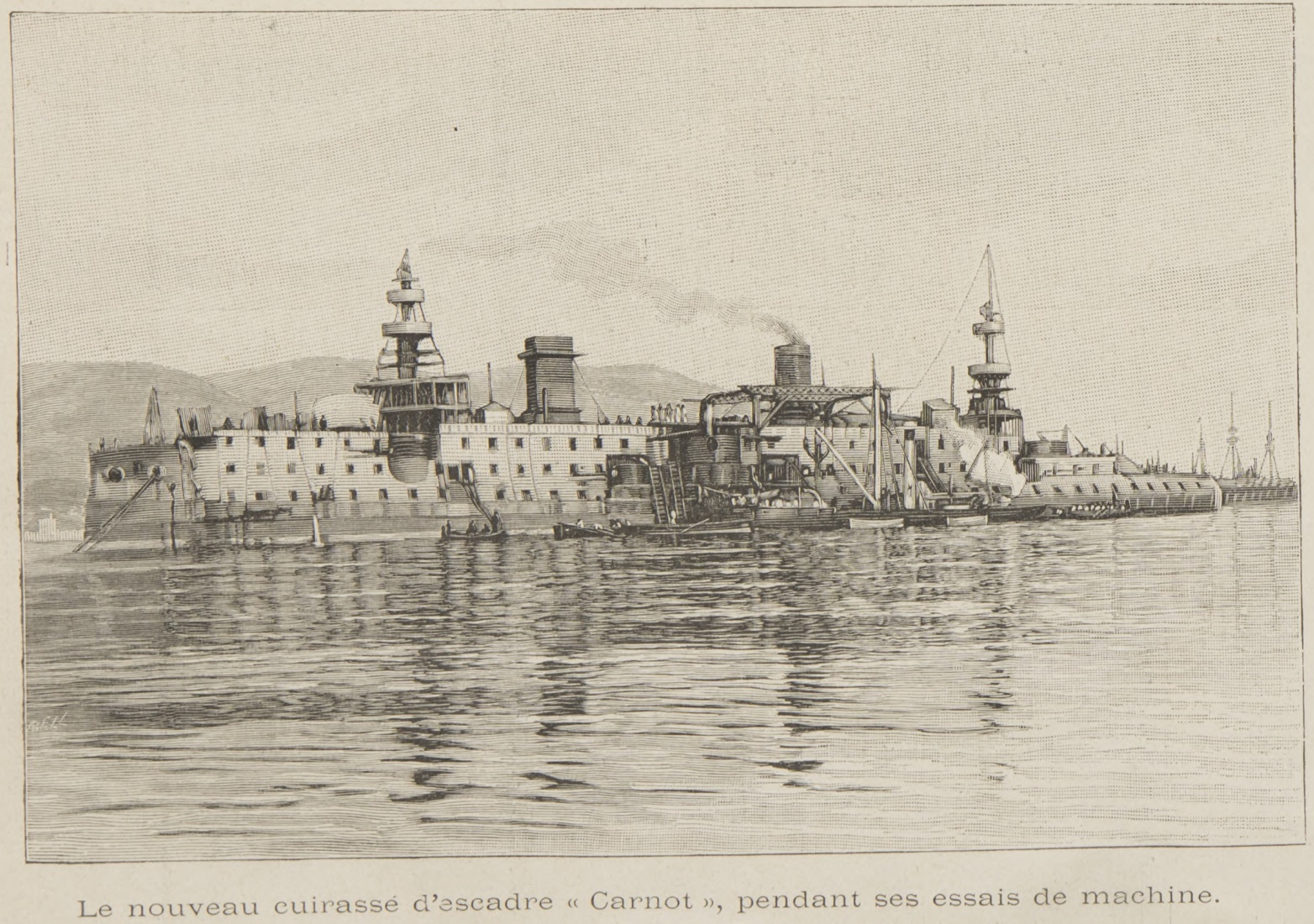
畫家筆下正在建造的卡諾號戰艦。（1896年）

卡諾號戰艦於1891年在土倫兵工廠放置龍骨；經過3年的建造後，於1894年7月12日首次下水，原預計以法國大革命戰爭時期數學家兼軍事家拉扎爾·卡諾來命名本艦。艦體的舾裝工程在接下來2年內完工，緊接著在1896年開始進行海試。整體工程完成時，本艦於1897年7月正式服役於法國海軍。與此同時，法國海軍將艦名縮短為卡諾號，用以紀念拉扎爾及其孫子兼前法國總統瑪利·弗朗索瓦·薩迪·卡諾。本艦服役後，法國海軍將本艦及若雷吉貝里號派遣至1897年2月成立的國際分遣艦隊，該艦隊由奧匈帝國海軍、德意志帝國海軍、義大利皇家海軍、俄羅斯帝國海軍、英國皇家海軍、法國海軍組成，其目的主要為軍事介入1897年至1898年間，希臘克里特島反對派起義對抗鄂圖曼帝國。
卡諾號在服役生涯期間曾多次於北方分艦隊（Escadre du Nord）與地中海分艦隊交替值勤。當時，法國海軍將剛建造完成的戰艦分派至地中海服役，而較老舊的戰艦則被分配到北方分艦隊。1900年1月，本艦被指派到北方分艦隊與查理曼號戰艦，由海軍少將皮埃爾·弗朗索瓦·馬利·梅納德指揮。1900年7月，卡諾號隨北方分艦隊前往葡萄牙沿岸與地中海分艦隊會面，然後前往基伯龍灣進行聯合演習。這次演習在7月19日由時任法國總統埃米勒·盧貝主持的海軍閱兵典禮下結束。1902年後，卡諾號被轉移至地中海分艦隊後備總隊，與卡諾號同在一個艦隊的還有布倫努斯號、查理·馬特號、奧什號，以及波蒂奥號、沙內海軍上將號、布呂克斯號等3艘裝甲巡洋艦。後備總隊由海軍准將約瑟夫·皮埃爾·奧古斯特·貝松（Joseph Pierre Auguste Besson）指揮，並以布倫努斯號為旗艦；卡諾號接下來隨艦隊於當年7月和8月在地中海進行多次海軍演習。
卡諾號接下來與布韋號在1904年一同調回北方分艦隊，接著在1906年6月至7月間，本艦隨北方分艦隊參與年度夏季演習行動。1907年時，卡諾號又被調到地中海分艦隊第二分艦隊。直到1911年1月5日時，卡諾號隨第二分艦隊轉調至布雷斯特，接下來因為丹東級戰列艦陸續開始服役，並將該級艦分派至位在土倫的第一分艦隊與第二分艦隊，因此法國海軍將原第二分艦隊改為新編的第三分艦隊。在這段期間，法國艦隊於1911年9月4日將三個分艦隊集結在土倫，並進行一次海軍閱兵典禮。1913年1月11日，卡諾號較老舊而轉為後備役。
1914年初，法國海軍部長歐內斯特·莫尼斯考慮到卡諾號已經服役將近20年，因此決定準備報廢。然而就在這時，第一次世界大戰於1914年8月爆發，使報廢提案暫時被擱置，而卡諾號與查理·馬特號一直駐紮在布雷斯特。在新戰艦諾曼第級完工前，海軍名錄上一直保留這2艘艦。然而，5艘諾曼第級戰艦直到第一次大戰結束時皆未服役，而停靠在布雷斯特的卡諾號於1922年從海軍名錄除籍，並在同年出售拆解。

### 引文
1. ↑  Jordan & Caresse 2017，第22–23頁.
2. ↑  Ropp 1987，第223頁.
3. ↑  Jordan & Caresse 2017，第25頁.
4. 1 2  Jordan & Caresse 2017，第28頁.
5. ↑  Jordan & Caresse 2017，第32頁.
6. ↑  Jordan & Caresse 2017，第38–40頁.
7. 1 2 3 4 5 6 7  Gardiner 1979，第293頁.
8. 1 2 3  Jordan & Caresse 2017，第28–29頁.
9. 1 2  Jordan & Caresse 2017，第27頁.
10. ↑  Jordan & Caresse 2017，第26頁.
11. ↑  Jordan & Caresse 2017，第26–29頁.
12. ↑  Robinson 1897，第186–187頁.
13. ↑  . The Times (36046). 1900-01-23: 12 （英语）.
14. ↑  Jordan & Caresse 2017，第218–219頁.
15. ↑  Brassey 1903，第57頁.
16. ↑  Brassey 1903，第140頁.
17. ↑  Brassey 1903，第148–149頁.
18. ↑  Brassey 1904，第89頁.
19. ↑  Brassey 1907，第102–103頁.
20. ↑  Palmer 1908，第171頁.
21. ↑  Jordan & Caresse 2017，第229頁.
22. ↑  Jordan & Caresse 2017，第232頁.
23. ↑  Jordan & Caresse 2017，第239頁.
24. ↑  Gill 1914，第505頁.
25. ↑  Preston 1972，第29頁.
26. ↑  Gardiner & Gray 1984，第192頁.

### 書目
- Brassey, Thomas A. (编). . Portsmouth, UK: J. Griffin & Co. 1903. OCLC 496786828 （英语）.
- Brassey, Thomas A. (编). . Portsmouth, UK: J. Griffin & Co. 1904. OCLC 496786828 （英语）.
- Brassey, Thomas A. (编). . Portsmouth, UK: J. Griffin & Co. 1907. OCLC 496786828 （英语）.
- Gardiner, Robert (编). . Greenwich, UK: Conway Maritime Press. 1979. ISBN 978-0-8317-0302-8 （英语）.
- Gardiner, Robert; Gray, Randal (编). . Annapolis, MD: Naval Institute Press. 1985. ISBN 978-0-87021-907-8 （英语）.
- Gill, C. C. . Proceedings of the United States Naval Institute. 1914, 40: 475–618. ISSN 0041-798X （英语）.
- Jordan, John; Caresse, Phillippe. . Annapolis: Naval Institute Press. 2017. ISBN 978-1-59114-639-1 （英语）.
- Palmer, W. (编). . London, UK: Hazell, Watson & Viney, Ltd. 1908. OCLC 852774696 （英语）.
- Preston, Antony. . New York: Galahad Books. 1972. ISBN 0883653001 （英语）.
- Robinson, Charles N. (编). . Navy and Army Illustrated (London: Hudson & Kearnes). 1897, III: 186－187. OCLC 7489254 （英语）.
- Ropp, Theodore. Roberts, Stephen S. , 编. . Annapolis, MD: Naval Institute Press. 1987. ISBN 978-0-87021-141-6 （英语）.

## 延伸閱讀
- Friedman, Norman. . Barnsley: Seaforth Publishing. 2011. ISBN 978-1-84832-100-7 （英语）.

## 外部連結
- . fantasque.free.fr.   [2019-02-08]. （原始内容存档于2019-09-17） （法语）.
- . Battleships-Cruisers.co.uk.   [2019-02-08]. （原始内容存档于2019-09-16） （英语）.